# آن-گائل سیدوت
آن-گائل سیدوت (فرانسوی: Anne-Gaëlle Sidot‎؛ زاده ۲۴ ژوئیهٔ ۱۹۷۹) یک تنیس‌باز اهل فرانسه است.